# Фархор (джамоат)
Фархо́рский джамоат (тадж. Ҷамоати деҳоти Фархор) — сельская община (джамоат) в составе Фархорского района Хатлонской области Республики Таджикистан.
Административний центр — село Аловуддин.
Население — 11562 чел. (2011; 10213 в 2010, 11910 в 2009).
В состав джамоата входят 5 сёл:
| Населенный пункт | Старое название               | Население, чел. (2009) | Население, чел. (2010) | Население, чел. (2017) |
| ---------------- | ----------------------------- | ---------------------- | ---------------------- | ---------------------- |
| Аловуддин        | Рохи-Ленин                    | 3061                   | 2627                   | 2889                   |
| Дусти            | Арабо                         | 396                    | 339                    | 330                    |
| Иттифок          | Тугуль-2                      | 3675                   | 3150                   | 3185                   |
| Ориён            | Тугуль, Шуртеппа, Хуррамзамин | 2878                   | 2467                   | 1770                   |
| Шафтолубог       |                               | 1900                   | 1630                   | 3754                   |